# Pulverturm (Riga)

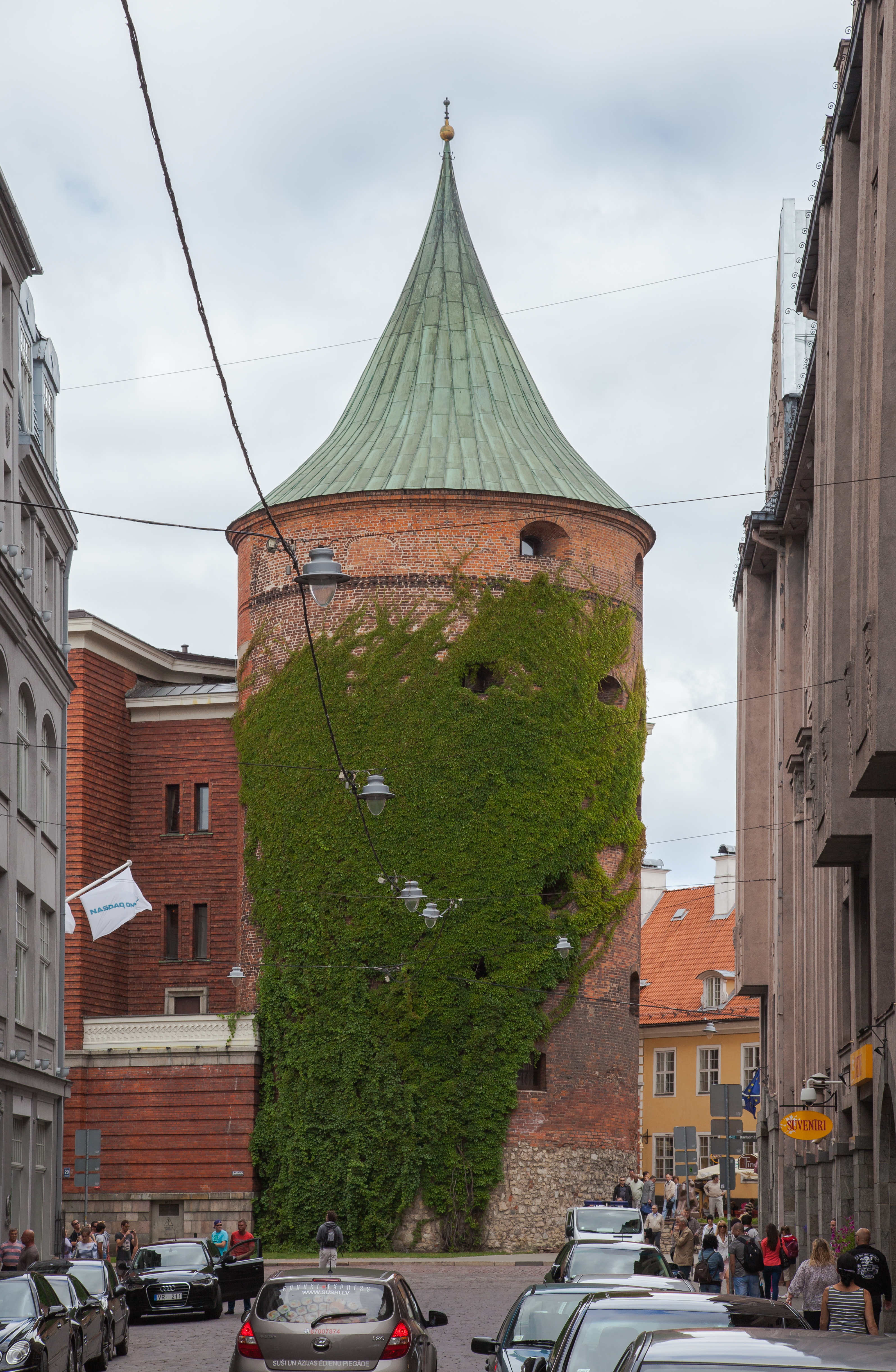
Pulverturm in Riga

Der Pulverturm (lettisch: Pulvertornis) in Riga ist ein befestigtes Schießpulverlager aus dem 17. Jahrhundert und Teil der Rigaer Stadtbefestigung.
An Stelle des Pulverturms stand zuvor der Sandturm, welcher im 14. Jahrhundert erbaut wurde. Der Turm sicherte damals den Weg zur Stadt über den Großen Sandweg (daher der Name). Im 17. Jahrhundert wurde der Sandturm zerstört und an gleicher Stelle der noch heute erhaltene Pulverturm errichtet.
Der Pulverturm diente dem deutsch-baltischen Corps Rubonia als Conventsquartier.
In den 1930er Jahren erhielt der Turm einen Anbau, in dem heute das Lettische Kriegsmuseum beheimatet ist. Seit dem 29. Oktober 1998 ist er unter der Nummer 6570 im lettischen Denkmalverzeichnis eingetragen.